# داناي غورورا
داناي غورورا (بالإنجليزية: Danai Gurira)‏ مواليد 14 فبراير 1978 في غرينيل، آيوا، هي ممثلة وكاتبة مسرحية أمريكية بدأت مسيرتها الفنية عام 2004. عُرفت بدورها كميشون في مسلسل الموتى السائرون.

## الأعمال
- 2007: الزائر (الدور: زينب)
- 2010: اكذب علي (الدور: ميشيل روزو)
- 2012-الآن: الموتى السائرون (الدور: ميشون)
- 2011: الصاع بالصاع (الدور: إيزابيلا)
- 2017: كل العيون عليّ[5] (الدور: أفني شاكور)
- 2018: النمر الأسود

## وصلات خارجية
- الموقع الإلكتروني
- داناي غورورا على موقع IMDb (الإنجليزية)
- داناي غورورا على موقع ميتاكريتيك (الإنجليزية)
- داناي غورورا على موقع روتن توميتوز (الإنجليزية)
- داناي غورورا على موقع ألو سيني (الفرنسية)
- داناي غورورا على موقع ميوزك برينز (الإنجليزية)
- داناي غورورا على موقع تيرنر كلاسيك موفيز (الإنجليزية)
- داناي غورورا على موقع أول موفي (الإنجليزية)
- داناي غورورا على موقع قاعدة بيانات برودواي على الإنترنت (الإنجليزية)
- داناي غورورا على موقع قاعدة بيانات الأفلام السويدية (السويدية)
- داناي غورورا على موقع قاعدة بيانات الفيلم (الإنجليزية)